# ネマハ郡 (カンザス州)
ネマハ郡（英: Nemaha County）は、アメリカ合衆国カンザス州の北東部に位置する郡である。2010年国勢調査での人口は10,178人であり、2000年の10,717人から5.0%減少した。郡庁所在地はセネカ市（人口1,991人）であり、同郡で人口最大の都市は隣接するブラウン郡に小部分が含まれるサベサ市である（人口2,571人）。

## 歴史
1879年5月30日、アービング竜巻がネマハ郡を通過した。この竜巻は藤田スケールF4であり、幅800ヤード (720 m)、長さ100マイル (160 km) の範囲に被害を及ぼした。死者18人、負傷者60人が記録された。

## 法と政府
ネマハ郡はアルコールを禁じる、すなわち「ドライ」の郡だったが、1986年にカンザス州憲法が修正され、住民は投票で個人が嗜むアルコール飲料の販売を承認した。ただし、食料販売量の30%までという制限が付いた。

## 地理
アメリカ合衆国国勢調査局に拠れば、郡域全面積は719.40平方マイル (1,863.2 km2)であり、このうち陸地は717.99平方マイル (1,859.6 km2)、水域は1.41平方マイル (3.7 km2)で水域率は0.20%である。

### 隣接する郡
- リチャードソン郡 (ネブラスカ州) - 北東
- ブラウン郡 - 東
- ジャクソン郡 - 南東
- ポタワトミー郡 - 南西
- マーシャル郡 - 西
- ポーニー郡 (ネブラスカ州) - 北西

## 人口動態

人口ピラミッド

以下は2000年の国勢調査による人口統計データである。
| 基礎データ - 人口: 10,717人 - 世帯数: 3,959 世帯 - 家族数: 2,763 家族 - 人口密度: 6人/km2（15人/mi2） - 住居数: 4,340軒 - 住居密度: 2軒/km2（6軒/mi2） 人種別人口構成 - 白人: 98.35% - アフリカン・アメリカン: 0.49% - ネイティブ・アメリカン: 0.23% - アジア人: 0.10% - 太平洋諸島系: 0.06% - その他の人種: 0.17% - 混血: 0.60% - ヒスパニック・ラテン系: 0.71% 年齢別人口構成 - 18歳未満: 28.5% - 18-24歳: 6.0% - 25-44歳: 24.1% - 45-64歳: 19.4% - 65歳以上: 22.0% - 年齢の中央値: 39歳 - 性比（女性100人あたり男性の人口） - 総人口: 97.0 - 18歳以上: 95.1 | 世帯と家族（対世帯数） - 18歳未満の子供がいる: 34.0% - 結婚・同居している夫婦: 61.9% - 未婚・離婚・死別女性が世帯主: 5.1% - 非家族世帯: 30.2% - 単身世帯: 28.0% - 65歳以上の老人1人暮らし: 16.0% - 平均構成人数 - 世帯: 2.58人 - 家族: 3.20人 収入と家計 - 収入の中央値 - 世帯: 34,296米ドル - 家族: 41,838米ドル - 性別 - 男性: 28,879米ドル - 女性: 19,340米ドル - 人口1人あたり収入: 17,121米ドル - 貧困線以下 - 対人口: 9.1% - 対家族数: 6.5% - 18歳未満: 9.9% - 65歳以上: 8.5% |

## 都市と町

### 法人化された都市
都市名の後の数字は2010年国勢調査での人口を示す。
- サベサ, 2,571、小部分がブラウン郡内
- セネカ, 1,991 - 郡庁所在地
- セントラリア, 512
- ウェットモア, 368
- バーン, 166
- ゴフ, 126
- コーニング, 157
- オネイダ, 75

## その他の町
- ベイリービル
- ケリー
- セントベネディクト

### 郡区
ネマハ郡は20の郡区に分けられている。サベサ市とセネカ市が「政治的に独立」と見なされ、下表の郡区の数字からは外されている。下表で「人口中心」は最大都市であり、特に大きな数字でなければ、郡区の人口に含まれるものである。

## 教育

### 統一教育学区
- プレーリーヒルズ USD 113 - バーン、サバサ、ウェットモア、マーシャル郡のアクステルとサマーフィールド
- ネマハセントラル USD 115 - ベイリービル、セネカ、セントベネディクト
- バーミリオン USD 380 - セントラリア、マーシャル郡のフランクフォート

### 著名な住人
- ジョン・リギンス、NFLの殿堂入りしたラニングバック